# Список награждённых орденом «Родительская слава» (с 2021)
Орденом «Родительская слава» награждаются многодетные родители или усыновители.
Награждаемые родители (усыновители) и их дети должны образовывать социально ответственную семью, вести здоровый образ жизни, обеспечивать надлежащий уровень заботы о здоровье, образовании, физическом, духовном и нравственном развитии детей, полное и гармоничное развитие их личности, а также подавать пример в укреплении института семьи и воспитании детей.
По первоначальному статуту награждению подлежали семьи с 4 и более детьми — гражданами Российской Федерации.
По новому статуту с 7 сентября 2010 года орденом награждаются семьи с 7 и более детьми — гражданами Российской Федерации.
Первое награждение новым орденом состоялось Указом Президента Российской Федерации № 17 от 4 января 2009 года, которым были награждены 8 семей. Торжественная церемония вручения наград состоялась 13 января 2009 года в Москве, в Большом Кремлёвском Дворце. На первой церемонии награждённым вручался только основной знак ордена в футляре, так как дополнительные знаки для ношения на одежде были учреждены несколько позже, Указом Президента Российской Федерации № 475 от 29 апреля 2009 года. В дальнейшем знаки для ношения на одежде были высланы в регионы проживания первых кавалеров ордена и вручены им в торжественной обстановке руководителями местных органов власти.
Всего за 2009—2021 годы приняты 79 указов о награждении орденом «Родительская слава», которыми были награждены 494 российские семьи. В 344 семьях из числа награждённых было воспитано или воспитывается 3015 детей, как своих, так и приёмных.

## Статистика награждений

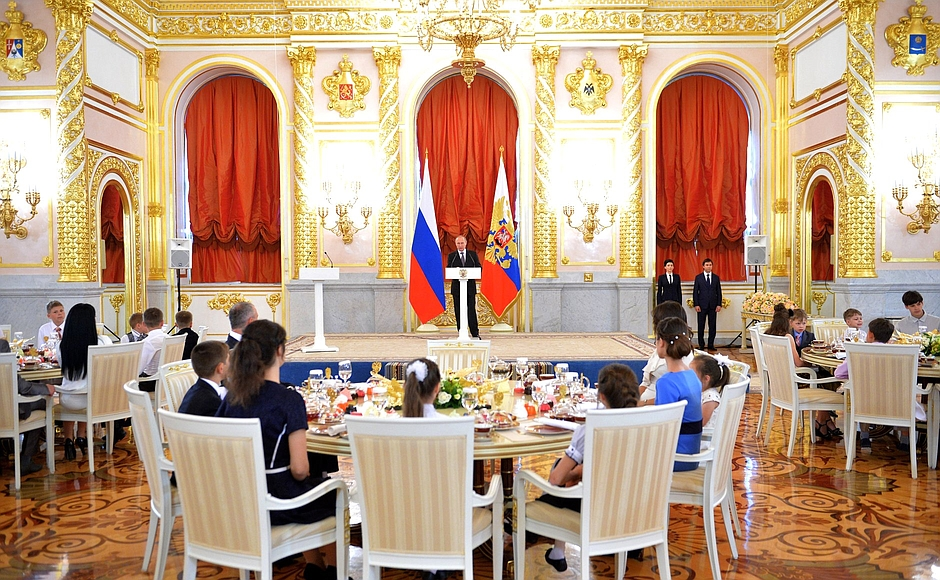
Церемония награждения в Кремле, 1 июня 2015 года.

| Год      | Количество награждённых семей | Из них родителей-одиночек |
| -------- | ----------------------------- | ------------------------- |
| 2009 год | 69                            | 2                         |
| 2010 год | 52                            | 6                         |
| 2011 год | 31                            | 2                         |
| 2012 год | 54                            | 0                         |
| 2013 год | 30                            | 0                         |
| 2014 год | 20                            | 0                         |
| 2015 год | 25                            | 2                         |
| 2016 год | 36                            | 3                         |
| 2017 год | 38                            | 1                         |
| 2018 год | 30                            | 1                         |
| 2019 год | 42                            | 0                         |
| 2020 год | 35                            | 2                         |
| 2021 год | 32                            | 1                         |
| Всего:   | 494                           | 20                        |

## Список награждённых (с 2021)
Количество детей и регион указаны на момент награждения орденом
 Желтым цветом выделены награждённые матери-одиночки (вдовы) или отцы-одиночки (вдовцы)
| Награждённые                                                 | Дата указа о награждении | Номер указа | Дата церемонии награждения | Число детей | Регион                                                   | Сн.                  |
| ------------------------------------------------------------ | ------------------------ | ----------- | -------------------------- | ----------- | -------------------------------------------------------- | -------------------- |
| Александров Василий Михайлович Александрова Надежда Ивановна | 11 июля 2021 года        | № 413       | н/д                        | н/д         | Чувашия                                                  | [ 7 ]                |
| Басов Алексей Николаевич Басова Елена Климентьевна           | 11 июля 2021 года        | № 413       | н/д                        | н/д         | Москва                                                   | [ 7 ]                |
| Басынин Алексей Евгеньевич Басынина Наталья Валерьевна       | 18 мая 2021 года         | № 293       | н/д                        | н/д         | Калужская область                                        | [ 8 ]                |
| Боргояков Асат Степанович Боргоякова Татьяна Георгиевна      | 20 апреля 2021 года      | № 228       | н/д                        | н/д         | Республика Алтай                                         | [ 9 ]                |
| Вануйто Вадим Вэркович Вануйто Лариса Леонидовна             | 24 ноября 2021 года      | № 671       | н/д                        | н/д         | Ямало-Ненецкий автономный округ                          | [ 10 ]               |
| Вилькишов Николай Юрьевич Вилькишова Инга Ильинична          | 24 ноября 2021 года      | № 671       | 27 мая 2022                | 8           | Ханты-Мансийский автономный округ — Югра                 | [ 10 ]               |
| Гончаров Ростислав Анатольевич Гончарова Ольга Васильевна    | 6 февраля 2021 года      | № 74        | н/д                        | н/д         | Ставропольский край                                      | [ 11 ]               |
| Дидигов Ислам Бесланович Дидигова Райсхан Магометовна        | 11 июля 2021 года        | № 413       | н/д                        | н/д         | Ингушетия                                                | [ 7 ]                |
| Долгов Пётр Николаевич Долгова Вера Васильевна               | 18 мая 2021 года         | № 293       | н/д                        | н/д         | Ульяновская область                                      | [ 8 ]                |
| Дроба Анна Николаевна                                        | 11 августа 2021 года     | № 462       | н/д                        | н/д         | Тверская область                                         | [ 12 ]               |
| Казимиров Павел Валентинович Казимирова Ольга Анатольевна    | 11 июля 2021 года        | № 413       | н/д                        | н/д         | Курская область                                          | [ 7 ]                |
| Коблов Владимир Владимирович Коблова Ольга Викторовна        | 20 апреля 2021 года      | № 228       | н/д                        | н/д         | Волгоградская область                                    | [ 9 ]                |
| Колесник Николай Иванович Колесник Валентина Александровна   | 14 октября 2021 года     | № 590       | н/д                        | н/д         | Ямало-Ненецкий автономный округ                          | [ 13 ]               |
| Колесов Александр Викторович Колесова Наталья Владимировна   | 6 февраля 2021 года      | № 74        | н/д                        | 8           | Ульяновская область, Ульяновский район, п. Тимирязевский | [ 11 ] [ 14 ]        |
| Кравцов Сергей Викторович Кравцова Вера Валентиновна         | 6 февраля 2021 года      | № 74        | н/д                        | 10          | Калужская область, Жиздра                                | [ 11 ] [ 15 ]        |
| Кулёмин Владимир Васильевич Кулёмина Любовь Васильевна       | 11 августа 2021 года     | № 462       | 26 мая 2022 года           | 13          | Республика Коми                                          | [ 12 ] [ 16 ]        |
| Леськив Игорь Владимирович Леськив Анна Евгеньевна           | 6 февраля 2021 года      | № 74        | н/д                        | 10          | Вологодская область, Вытегра                             | [ 11 ] [ 17 ] [ 18 ] |
| Лопатин Сергей Николаевич Лопатина Наталья Александровна     | 24 ноября 2021 года      | № 671       | н/д                        | н/д         | Саратовская область                                      | [ 10 ]               |
| Марзиев Ахмед Османович Марзиева Пятимат Аюповна             | 20 апреля 2021 года      | № 228       | н/д                        | н/д         | Ингушетия                                                | [ 9 ]                |
| Пивоваров Олег Евгеньевич Пивоварова Светлана Викторовна     | 11 июля 2021 года        | № 413       | н/д                        | н/д         | Псковская область                                        | [ 7 ]                |
| Попов Денис Валерьевич Попова Олеся Александровна            | 18 мая 2021 года         | № 293       | н/д                        | н/д         | Алтайский край                                           | [ 8 ]                |
| Сайбаталов Ренат Рафаилович Сайбаталова Лариса Михайловна    | 20 апреля 2021 года      | № 227       | н/д                        | н/д         | Башкортостан                                             | [ 19 ]               |
| Семенов Евгений Александрович Семенова Татьяна Сергеевна     | 20 апреля 2021 года      | № 228       | н/д                        | н/д         | Владимирская область                                     | [ 9 ]                |
| Сморыго Николай Юрьевич Сморыго Вера Вениаминовна            | 11 июля 2021 года        | № 413       | н/д                        | н/д         | Псковская область                                        | [ 7 ]                |
| Степанов Эдуард Геннадиевич Степанова Наталья Арынбековна    | 20 апреля 2021 года      | № 228       | н/д                        | н/д         | Чувашия                                                  | [ 9 ]                |
| Терентьев Владимир Витальевич Терентьева Мария Валентиновна  | 20 апреля 2021 года      | № 228       | н/д                        | н/д         | Чувашия                                                  | [ 9 ]                |
| Халитов Махмут Максутович Халитова Светлана Георгиевна       | 11 августа 2021 года     | № 462       | н/д                        | н/д         | Мурманская область                                       | [ 12 ]               |
| Чукаев Василий Викторович Чукаева Галина Александровна       | 20 апреля 2021 года      | № 227       | н/д                        | н/д         | Московская область                                       | [ 19 ]               |
| Шалаев Анатолий Евгеньевич Шалаева Юлия Валерьевна           | 11 июля 2021 года        | № 413       | н/д                        | н/д         | Новгородская область                                     | [ 7 ]                |
| Шварёв Олег Николаевич Шварёва Светлана Борисовна            | 20 апреля 2021 года      | № 228       | н/д                        | н/д         | Башкортостан                                             | [ 9 ]                |
| Щетинин Иван Николаевич Щетинина Елена Викторовна            | 6 февраля 2021 года      | № 74        | н/д                        | н/д         | Нижегородская область                                    | [ 11 ]               |
| Эвоян Карен Левони Мартиросян Сусанна Анушавановна           | 14 октября 2021 года     | № 590       | н/д                        | н/д         | Республика Крым                                          | [ 13 ]               |